# محطة توليد غازية

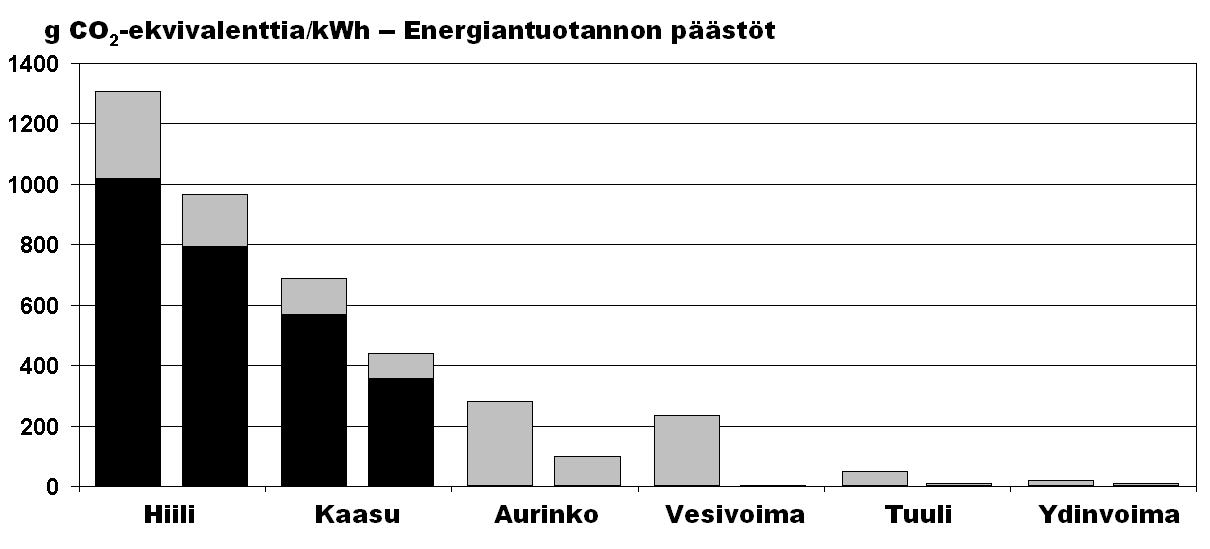

محطات التوليد الغازية (بالإنجليزية: Gas power plants)‏ تعتبر هذه المحطات حديثة الظهور في تكنولوجيا صناعة التوليد وتعتبر المنطقة العربية من أكثر البلاد استعملاً لها. وفيها يتم تحويل طاقة الوقود الكيميائية إلى طاقة حرارية لتسخين الغازات التي يتم إدخالها إلى توربينات غازية تحول تلك الطاقة إلى طاقة حركية أولاً تعمل غلى إدارة التوربينات الغازية ثم إلى طاقة ميكانيكية تعمل على دوران العضو الدوار في المولد الذي يعمل مع المجال المغناطيسي على تحويل الطاقة الميكانيكية إلى طاقة كهربائية.

## ميزات محطات التوليد الغازية وعيوبها
•تتميز المحطات الغازية بالأمور التالية:
1- تكاليف إنشائها أقل من المحطات الأخرى.
2- يمكن تشغيلها أو إيقافها في زمن قليل.
3- تحتاج لعمالة ذات مؤهلات متوسطة وعدد قليل في التشغيل.
4- يمكن تشغيلها لتغذية أوقات الذروة أو التشغيل المستمر.
5-لا تحتاج إلى كميات من المياه للتبريد.
6-يمكن البدء بسرعة. 7- أصبحت تعطى قدرات توليد كبيره تصل إلى 400 و600 ميجا وات
•لكنها تعاني من العيوب التالية:
1. الكفاءة المنخفضة.
2. تكاليف التشغيل الدورية عالية لاحتياجها لكميات كبيرة من الوقود.
3. إهدار كمية كبيرة من الطاقة الحرارية.

## أجزاء محطات التوليد الغازية الرئيسية
•الأجزاء الرئيسية لمحطات التوليد الغازية:
- ضاغط الهواء.
- غرفة الاحتراق.
- التوربينة.
- المولد الكهربائي.
- الأجهزة المساعدة مثل: مصافي الهواء فبل دخوله للمكبس. مسعد التشغيل الأولي وهو محرك كهربائي. وسائل اشتعال الوقود. آلات التبريد وماء التبريد. أجهزة القياس للجهد والتيار والحرارة.